# Shamosuchus
Shamosuchus — це вимерлий рід неозухійських крокодилоподібних, який жив у пізньому крейдяному (кампанському) періоді на території сучасної формації Дядохта в Монголії, приблизно 75–71 мільйон років тому.
Очні та носові отвори не були підняті над черепом, як у сучасних крокодилів, тому тварині доводилося повністю піднімати голову над водою, щоб дихати. Оскільки така морфологія черепа не підходить для хижаків із засідки, це підтверджує ідею раціону водними безхребетними. Зуби були пристосовані для роздавлювання двостулкових молюсків, черевоногих молюсків та інших тварин з мушльою чи екзоскелетом. Рід був названий у 1924 році Чарльзом С. Муком. Шамозух досягав 4 м в довжину.
Paralligator був синонімом Shamosuchus у кількох авторів. Однак нещодавній кладистичний аналіз Paralligatoridae виявив, що Paralligator відрізняється від Shamosuchus.